# Charlie McGettigan
Charlie McGettigan (Ballyshannon, 1950. december 7.) egy ír énekes, aki Paul Harringtonnal együtt megnyerte az 1994-es Eurovíziós Dalfesztivált a Rock 'n' Roll Kids című dallal. Ez volt Írország sorozatban harmadik, összesen a hatodik győzelme. Azonos címmel kiadtak egy albumot, de a duó nem sokkal később feloszlott.
2005-ben fellépett a koppenhágai Congratulations elnevezésű rendezvényen, melyet az 50. Eurovíziós Dalfesztivál alkalmából rendeztek.

## Diszkográfiája
- Rock 'n' Roll Kids - The Album
- Stolen Moments
- Charlie McGettigan
- Family Matters
- In your old room
- Song of the Night (And Other Stories)
- Another side of - Charlie McGettigan